# Навасардян, Ашот Цолакович
Ашо́т Цола́кович Навасардя́н (арм. Աշոտ Ցոլակի Նավասարդյան, 28 марта 1950, Ереван — 3 ноября 1997, там же) — армянский национальный и политический деятель. Основатель Республиканской партии Армении.

## Хронология
- 1967—1969 — Ереванский государственный университет. Экономист.
- С 18 лет участвовал в правозащитном движении, был трижды арестован и провёл в заключении 12 лет. (1969—1971, 1974—1977, 1981—1987).
- Работал электриком в кооперативе «Лицк». В 1987 — вернувшись из мест заключения, продолжил политическую борьбу и с первых же дней освободительной борьбы в 1988 оказался в центре событий.
- С 1989 — основал и руководил военно-политической организацией «Армия независимости», которая участвовала в обороне границ Армении и в Первой карабахской войне — от Ерасхавана до Мардакерта, Кельбаджара, Лачына, Шуши.
- С 1990 — вместе с группой бойцов на базе «Армии независимости» создал Республиканскую партию Армении, председателем которой являлся до конца жизни.
- 1990—1995 — депутат Верховного совета Армянской ССР. Член постоянной комиссии по вопросам установления независимой государственности и национальной политики, член Конституционной комиссии. Член «РПА».
- 28 июля 1995 — избран депутатом парламента. Член постоянной комиссии по обороне, национальной безопасности и внутренним делам. Член «РПА».
- 1995—1996 — участвовал в курсах центра стратегических исследований Маршалла (Германия). Стратег.